# 伊登冰川
伊登冰川（英語：Eden Glacier），是南極洲的冰川，位於葛拉漢地的弗因海岸，全長9公里，最終在利特爾頓嶺西北面注入卡比納特灣，現時由南極條約體系管理。